# Containervirtualisatie
Containervirtualisatie is een methode waarbij meerdere instanties van een besturingssysteem (als virtuele machine) de kernel van een hostsysteem kunnen gebruiken. In tegenstelling tot virtualisatie met een hypervisor, is containervirtualisatie naast enkele beperkingen bijzonder efficiënt voor wat betreft het gebruik van computerbronnen, zoals werkgeheugen en processortijd.
Containervirtualisatie is het afbakenen en toewijzen van systeembronnen aan de processen in de container. In de praktijk is dit vaak een besturingssysteem binnen een virtuele machine die zich in de container bevindt. De meeste implementaties zijn afkomstig uit de Unix-familie van besturingssystemen. Er zijn ook implementaties voor Windows en macOS, die vervolgens een uitgeklede hypervisor met Linux-kernel opstarten.
Met name werd vanaf 2013 de software Docker populair bij ict-beheerders, al waren er eerder al toepassingen beschikbaar met vergelijkbare functies.